# Xbalanque
Xbalanque (moderno Quiché Xb′alanke, pronunciato Ishbalankè, IPA /iʃbˀalanˈkˀɛ/, anche Ixbalanqué o, in alcune versioni, Exbalanquén, k′iche′ moderno Xb′alanke′) è una divinità maya.

## Biografia
Nato un minuto dopo Hunahpu dalla Xibalbana Ixquic e dal dio del mais Hun-Hunahpu, Xbalanque ebbe una vita molto movimentata. Torturato dai fratellastri, alla fine per vendetta li tramuta in scimmie, insieme ad Hunahpu. Sempre con lui vive innumerevoli avventure: sconfiggono Vucub-Caquix, Zipacná e Cabracan, i falsi dei, e scoprono le divise da gioco del padre e dello zio.
Giocando fanno molto chiasso e disturbano i Signori di Xibalbá (Hun Came, Vucub Came, Ah puch e Cuchumaqic), che li convocano e tentano di ucciderli.
Riusciranno solo a decapitare Hunahpú, ma Xbalanque organizzò un piano per recuperare la testa: usa una zucca come sostituta provvisoria della testa del fratello, quindi si recano dai Signori e gli rubano la testa.
Dopo di che Xbalanque e Hunahpu muoiono e resuscitano.
Xbalanque ha il ruolo di sacerdote nei riti che dovevano compiere per compiere la loro vendetta nella 2ª vita, mentre Hunahpú è la vittima sacrificale.
Quindi Xbalanque smembra e resuscita continuamente Hunahpu, stupendo i Signori di Xibalaba, che, ipnotizzati, chiesero di essere sacrificati, e Xbalanque vendicò la morte del padre uccidendo i suoi assassini.
Alla fine Xbalanque divenne la Luna, mentre Hunahpu il Sole.

## Matrimonio e figli
In una leggenda ancestrale della tradizione Kecki, Xb'alanque va a catturare cervi (metafora per fare prigionieri, forse un demone o un mostro), ma cattura la figlia del Dio della terra o della pioggia, Cha'ac, e inizia a corteggiarla; dopo di che divenne il sole mentre l'amata divenne la luna. Nessuna fonte parla di figli o figlie avuti da questo amore.
Un altro mito propone Ixtactán come moglie di Ixbalanqué. Secondo alcune tradizioni Ixtactán tradiva il marito con Hunahpú, fratello di lui. Ixbalanqué, insospettito dalla continua assenza della moglie, avrebbe deciso di indagare, scoprendo del tradimento. La ragazza fu punita per accecamento (vedasi vari miti Maya simili, come quello di Itzamná e Ixchel che spiegherebbe perché la Luna era meno brillante del Sole) mentre Hunahpú fu lasciato libero. Il dolore del ragazzo per la lontananza dall'amante lo spinse al suicidio, allorché il suo cuore divenne una stella del cielo, Venere (cfr. Quetzalcoatl).

## Nome
L'ipotesi più accreditata vuole che Ixbalanqué derivi da Ix-balam-ke, ossia piccolo sole giaguaro (Ix=Piccolo; Balam=Giaguaro; Ke=Sole). Tuttavia sono state avanzate varie ipotesi.
| Nome originale | Significato           | Parole di cui è composto e traduzione |
| -------------- | --------------------- | ------------------------------------- |
| Ixbalamke      | Piccolo sole giaguaro | Ix=Piccolo; Balam=Giaguaro; Ke=Sole   |
| Ixbalamquieh   | Cervo-Giaguaro        | (Ix)Balam=Giaguaro; Quieh=Cervo       |
| Ixbolonquieh   | Nove cerve            | Ix=Femminile; Bolon=Nove; Quieh=Cervo |